# 조선민주주의인민공화국 부주석
조선민주주의인민공화국 부주석 (朝鮮民主主義人民共和國 副主席)은 1972년부터 1998년까지 존재하였던 직위였다.

## 부주석들의 목록
| 이름   | 임기      |
| ------ | --------- |
| 최용건 | 1972-1976 |
| 강량욱 | 1972-1983 |
| 김일   | 1972-1984 |
| 김동규 | 1974-1977 |
| 박성철 | 1977-1988 |
| 림춘추 | 1983-1988 |
| 리종옥 | 1984-1998 |
| 김영주 | 1993-1998 |
| 김병식 | 1993-1998 |

## 같이 보기
- 부통령
- 중화인민공화국의 부주석
- 조선민주주의인민공화국 주석